# Tarskoje
Tarskoje (ros. Тарское) – wieś (ros. село, trb. sieło) w należącej do Rosji autonomicznej północnokaukaskiej republice Osetii Północnej-Alanii. Miejscowość leży w rejonie prigorodnymi liczy 4371 mieszkańców (2002 r.), po ok. połowie - Osetyjczyków i Inguszy.